# Wim Mertens

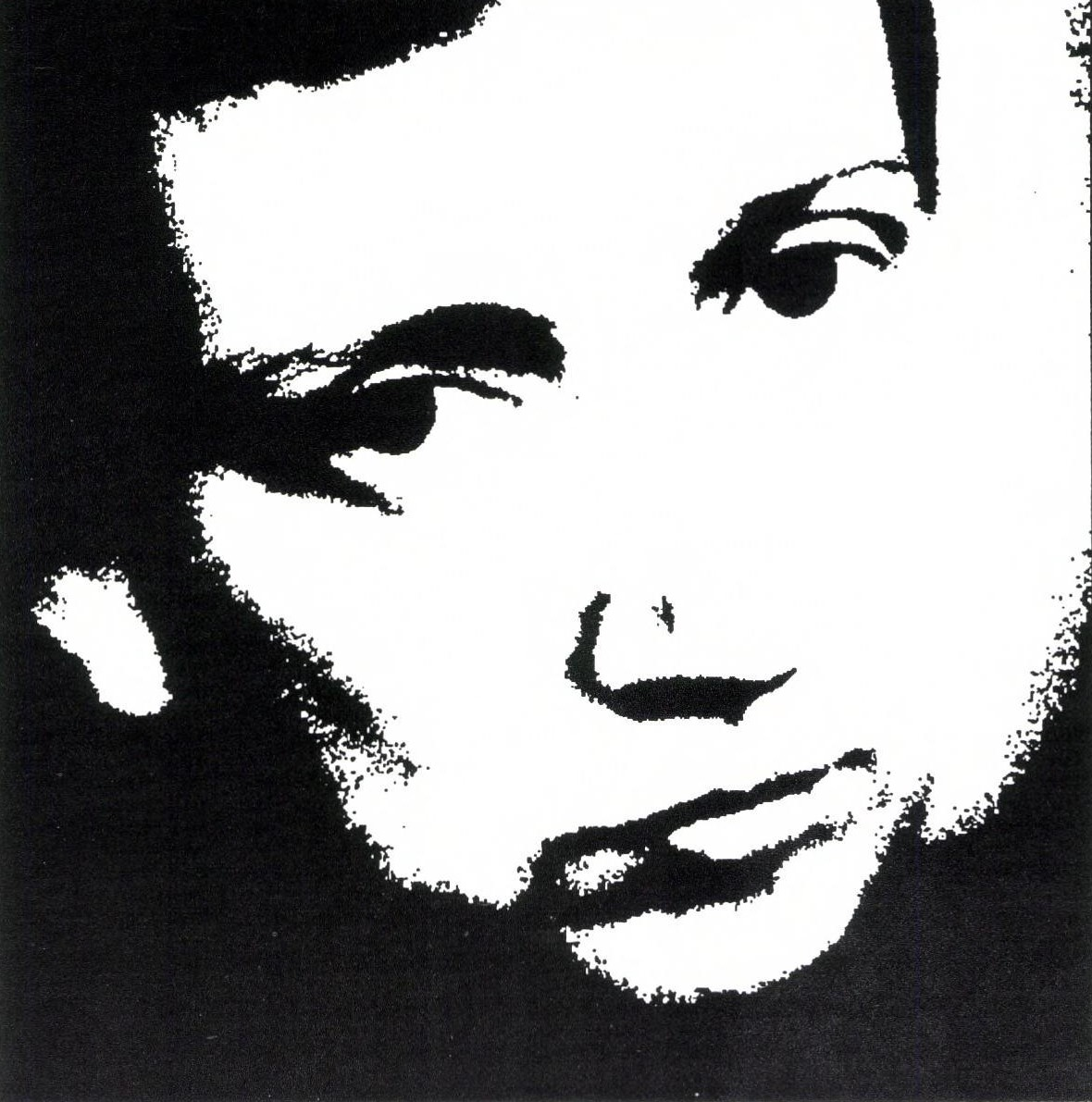
Mertens (1990)

Wim Mertens (* 14. Mai 1953 in Neerpelt) ist ein flämisch-belgischer Komponist, Countertenor, Pianist, Gitarrist und Musikwissenschaftler.

## Leben
Mertens studierte an der Universität Löwen Sozial- und Politikwissenschaften und Musikwissenschaft an der Universität von Gent; darüber hinaus Musiktheorie und Klavier an den Königlichen Konservatorien von Gent und Brüssel.
1978 begann er für das damalige BRT (Radio-Télévision Belge) zu produzieren. Er produzierte Konzerte u. a. mit Philip Glass, Steve Reich (beide ausgezeichnet mit dem Praemium Imperiale – Nobelpreis der Künste), Terry Riley, Meredith Monk sowie Urban Sax und leitete die Sendung Funky Town.
1980 veröffentlichte er sein erstes Werk For Amusement Only, eine elektronische Komposition für Flippermaschinen.
Seit dieser Zeit hat sich Mertens weltweit vor allem als Komponist einen Namen gemacht. Er zählt heute zu den bedeutendsten Komponisten der Moderne und zusammen mit Steve Reich, Terry Riley, La Monte Young und John Adams zu den einflussreichsten Vertretern der Minimal Music.
Wim Mertens spielt Klavier und klassische Gitarre. Er singt mit seiner unverkennbar charakteristisch hohen Stimme, in einer von ihm selbst entwickelten Fantasiesprache.
Er gastiert international als Solist, mit unterschiedlichen Ensemblebesetzungen, sowie mit Symphonieorchester.

## Werk
Sein Werk umfasst Kompositionen in den verschiedensten Formaten:
- von kurzen, einprägsamen, melodiösen und zugänglichen Stücken, bis hin zu anspruchsvollen experimentellen Stücken und komplexen, mehrteiligen Zyklen
- Stücke für Solo-Klavier, Kammermusikensemble und Kompositionen für Symphonieorchester
- Sologesang und Chorkompositionen (ebenfalls in der für ihn markanten Fantasiesprache)
- Theater- und Filmmusiken.

Er schreibt auch für außergewöhnliche Besetzungen, z. B. 12 Piccoloflöten, 10 Bassposaunen, 13 Klarinetten, …
Der Stil Mertens’ hat sich während seines überaus produktiven Schaffens immer weiterentwickelt und zeigt Einflüsse des Minimalismus, des Ambient und der Avantgarde. Gewöhnlich behält Mertens bei den von ihm unternommenen Streifzügen durch die musikalischen Welten seine charakteristisch, melodische Basis bei und verbindet das Lyrische seiner Stimme mit dem Instrumentalen.
In seiner nun mehr als 30-jährigen kompositorischen Schaffenszeit hat Wim Mertens mehr als 50 Alben veröffentlicht. Sein Gesamtkatalog ist unter EMI CLASSICS veröffentlicht (ausgenommen Spanien, dort unter Warner Music Spain).
Wim Mertens ist Autor des Buches American Minimal Music, dem ersten Buch, das sich eingehend mit der School of American Repetitive Music beschäftigt. Es enthält ein Vorwort von Michael Nyman.
Sein bekanntestes Album ist Struggle for Pleasure, welches die vielfach gecoverten Klassiker Struggle for Pleasure and Close Cover enthält.
Mertens führte das Ensemble Soft Verdict.
Einige besondere Einzelprojekte:
- 1983 Maximizing the Audience, komponiert für das Theaterstück The Power of Theatrical Madness von Jan Fabre, das 1984 in Venedig zur Eröffnung der 41. Biennale Premiere feierte und 1986 in der Royal Albert Hall aufgeführt wurde
- 1987 neben Glenn Branca Filmmusik zu Peter Greenaways Film The Belly of an Architect (Der Bauch des Architekten)
- 1993 Komposition und Live-Performance von Originalmusik zu den Stummfilmen La femme de nulle part von Louis Delluc und The Land beyond the Sunset Harold M. Shaw
- 1997 Teile des Soundtracks zu dem mit zwei Deutschen Filmpreisen ausgezeichneten und mit dem Goldenen Leoparden nominierten Film Winterschläfer von Tom Tykwer (Lola rennt, Das Parfum – Die Geschichte eines Mörders)
- 2006 Filmmusik zu Der Lebensversicherer von Bülent Akinci, aufgeführt auf der 56. Berlinale
- 2007 Auftritt mit dem 70 Musiker umfassenden ORCAM-Symphonieorchester Madrid im Albeniz Theater Madrid
- 2007 Solokonzert in der Arena Antiqua (Amphitheater) von Ostia (Rom)
- 2007 Album Receptacle, in Zusammenarbeit mit einem Orchester, das nur aus Frauen bestand
- 2008 Komposition und Live-Performance mit dem Wim Mertens Ensemble anlässlich der Präsentation der Herrenkollektion „Christian Dior Homme“ bei der Fashion-Show in Paris
- 2008 Auftritt, CD- und DVD-Produktion mit dem OST-Symphonieorchester Teneriffa im Auditorio de Tenerife (Opernhaus Teneriffa)
- 2009 Music and Film – 3 CDs mit einer großen Auswahl von Filmmusiken und Neuauflage des Soundtracks zu dem Paul Cox Film Father Damien
- 2009 QUA eine 37 CDs umfassende Zusammenfassung der Wim Mertens Zyklen von 1980 bis 2001
- 2011 Series of Ands – Immediate Givens – eine anspruchsvolle Produktion, an der mehr als 30 Musiker mitwirkten. Ein vollständiger Satz Streichinstrumente, Hörner, Gitarren, Harfe und ein Cembalo sorgen für orchestralen Klang.
- 2012 A Starry Wisdom – eine Komposition für das Festival von Flandern
- 2012 „When Tool Met Wood“ Komposition und Live-Präsentation mit dem Fundação Orquestra Estúdio beauftragt durch die Stadt Guimarães (Portugal), Kulturhauptstadt der Europäischen Union 2012

## Diskografie
| I. Wim Mertens solo: Klavier und Gesang - 1986: A Man of No Fortune, and with a Name to Come - 1988: After Virtue - 1991: Stratégie de la Rupture - 1994: Epic That Never Was - 1995: Jeremiades - 1996: Lisa - 2000: Der heiße Brei - 2005: Un respiro II. Wim Mertens & Ensemble: Instrumental und Gesang - 1980: For Amusement Only – The Sound of Pinball Machines - 1982: At Home – Not At Home - 1982: Vergessen - 1983: Struggle for Pleasure - 1985: Sonorus Resonances (2 CDs) - 1985: Maximizing the Audience - 1986: Instrumental Songs - 1987: Educes Me - 1987: The Belly of an Architect - 1988: Whisper Me - 1989: Motives for Writing - 1990: Play for Me (6 CDs) - 1992: Shot and Echo - 1992: A Sense of Place - 1992: Retrospectives Volume 1 - 1996: Jardin Clos - 1998: Integer Valor (3 CDs) - 2000: If I Can - 2001: At Home – Not At Home - 2003: Ver-Veranderigen - 2003: Wim Mertens Moment (13 CD-Box) - 2003: Skopos - 2004: Shot and Echo / A Sense of Place (2 CDs) - 2007: Receptacle - 2008: Clairière (2 CDs) Ver-Veranderingen / For Amusement Only - 2008: With Usura (2CDs) Struggle for Pleasure / Vergessen - 2008: L'heure du loup - 2009: The World Tout Court - 2010: Zee versus Zed - 2011: Series of Ands / Immediate Givens (2 CDs) - 2012: Struggle for Pleasure / Double Entendre (2 CDs) - 2012: A Starry Wisdom - 2013: When Tool Met Wood | III. Wim Mertens: Symphonie - 2006: Partes Extra Partes – Flemish Radio Orchestra - 2011: Open Continuum – Tenerife Symphony Orchestra (2 CDs) IV. Wim Mertens: Zyklen - 1991: Alle Dinghe 1980–1990 (7 CDs) Part I: Sources of Sleeplessness Part II: Vita Brevis Part III: Alle Dinghe - 1994: Gave Van Niets 1990–1994 (10 CDs) Part I: You’ll Never Be Me Part II: Divided Loyalties Part III: Gave Van Niets Part IV: Reculer Pour Mieux Sauter - 1999: Kere Weerom 1995–1999 (7 CDs) Part I: Poema Part II: Kere Weerom Part III: Decorum - 2001: Aren Lezen 1995–2001 (13 CDs) Part I: If Five Is Part of Ten Part II: Aren Lezen Part III: Kaosmos Part IV: Are - 2009: QUA 1980–2001 (37 CD-Box) Part I: Alle Dinghe Part II: Gave Van Niets Part III: Kere Weerom Part IV: Aren Lezen V. Wim Mertens: Live Serien - 2002: Years Without History Volume 1: Moins de Mètre, Assez de Rythme - 2002: Years Without History Volume 2: In the Absence of Hindrance - 2002: Years Without History Volume 3: Cave Musicam - 2003: Years Without History Volume 4: No Yet, No Longer - 2004: Years Without History Volume 5: With No Need for Seeds - 2008: Years Without History (6 CDs) Volume 1–Volume 5 Volume 6: The Promise Kept in Advance - 2008: Years Without History Volume 7: Nosotros | VI. Wim Mertens solo: Gitarre - 1997: Sin Embargo VII. Wim Mertens: Singles - 1983: Close Cover - 1984: The Power of Theatrical Madness - 1990: No Testament - 1989: Hirose - 1991: Hufhuf - 1994: Gave van Niets - 1996: As Hay in the Sun - 1998: And Bring you back - 1998: In 3 or 4 Days - 2000: Rest meines Ichs VIII. Wim Mertens: Best Of - 1997: Best Of - 2008: Platinum Collection (3 CDs) IX. Wim Mertens: DVD - 2006 What you see is what you hear - 2011 Open Continuum / Tenerife Symphony Orchestra |

## Filmografie (Auswahl)
- 1987: Der Bauch des Architekten (The Belly of an Architect)
- 1990: Rost (Ryð)
- 1992: Ich denke an euch (Je pense à vous)
- 1995: Fiesta
- 1995: Der Teufel und die tiefe blaue See (Between the Devil and the deep blue Sea)
- 2006: Der Lebensversicherer

## Veröffentlichung
- Mertens, Wim (1983). American Minimal Music. Übersetzung der belgischen Erstveröffentlichung (1980) von J. Hautekiet. Vorwort von Michael Nyman. London: Kahn & Averill; White Plains, New York: Pro/Am Music Resources Inc. ISBN 1-871082-00-5; ISBN 0-912483-15-6.

## Auszeichnungen
- 1998 Kulturbotschafter der Flämischen Gemeinschaft

## In der Pop-Kultur
- 1998: Close Cover – auf Volume 5 der Café del Mar-Musikreihe
- 2000: Struggle for Pleasure – Remix von Minimalistics, einem belgischen Techno-Projekt. Top 10 der European Radio Dance Tracks, Top 40 der Charts vieler europäischer Länder
- 2001: Close Cover – Remix von Minimalistics. Platz 12 der britischen Single-Charts
- Struggle for Pleasure – Erkennungsmelodie von Proximus (größter belgischer Mobilfunkanbieter)